# شاشالاكا كولومبي
شاشالاكا كولومبي (الاسم العلمي: Ortalis columbiana) هو نوع من الطيور يتبع جنس الشاشالاكا من فصيلة القرازية.